# منتخب الكاميرون لكرة اليد للسيدات
منتخب الكاميرون لكرة اليد للسيدات هو الممثل الرسمي لدولة الكاميرون في رياضة كرة اليد. شارك في بطولة العالم لكرة اليد للسيدات مرتين وكانت المشاركة الأولى في سنة 2005، كان أفضل مركز له فيها هو الثاني والعشرون. شارك في بطولة أفريقيا لكرة اليد للسيدات 15 مرة وكانت المشاركة الأولى في سنة 1979، كان أفضل مركز له فيها هو الثاني. 